# Superkubok SSSR 1989
La Superkubok SSSR 1989 è stata la 7ª ed ultima edizione della Supercoppa dell'Unione Sovietica.
La competizione si è svolta in gara unica tra Dnepr, vincitore del campionato e Metalist, vincitore della coppa nazionale.
A conquistare il trofeo è stata il Dnepr, che ha avuto la meglio sul Metalist ai tempi supplementari, col punteggio di 3-1.

## Tabellino
| Arbitro: | Kirillov (Mosca) |

|                                       |           |            |
| Šachov 64’ (rig.) Son 97’ Ljutyj 103’ | Marcatori | 62’ Adžoev |